# تارال (آرکانزاس)
تارال (به انگلیسی: Taral) یک منطقهٔ مسکونی در ایالات متحده آمریکا است که در شهرستان پوپ، آرکانزاس واقع شده‌است. تارال ۱۲۴٫۹۷ متر بالاتر از سطح دریا واقع شده‌است.